# Anomala obscuripes
Anomala obscuripes är en skalbaggsart som beskrevs av Leon Fairmaire 1892. Anomala obscuripes ingår i släktet Anomala och familjen Rutelidae. Inga underarter finns listade i Catalogue of Life.